# Henderson megye (Tennessee)
Henderson megye az Amerikai Egyesült Államokban, azon belül Tennessee államban található. Megyeszékhelye Lexington, legnagyobb városa Lexington. Lakosainak száma 27 842 fő (2020. április 1.). Henderson megye Carroll, Chester, Decatur, Hardin és Madison megyékkel határos.

## Népesség
A megye népességének változása:
| Lakosok száma | 27 791 | 28 034 | 28 050 | 28 048 | 28 015 | 27 842 |
|               | 2010   | 2011   | 2012   | 2013   | 2015   | 2020   |